# Gle Guhat Digendong
Gle Guhat Digendong är en kulle i Indonesien.   Den ligger i provinsen Aceh, i den västra delen av landet, 1 800 km nordväst om huvudstaden Jakarta. Toppen på Gle Guhat Digendong är 250 meter över havet.
Terrängen runt Gle Guhat Digendong är varierad. Havet är nära Gle Guhat Digendong åt sydväst. Runt Gle Guhat Digendong är det ganska glesbefolkat, med 30 invånare per kvadratkilometer. I omgivningarna runt Gle Guhat Digendong växer i huvudsak städsegrön lövskog.